# Mohéli uralkodóinak listája

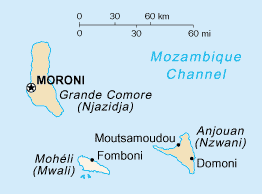
Mohéli a Comore-szigetek között

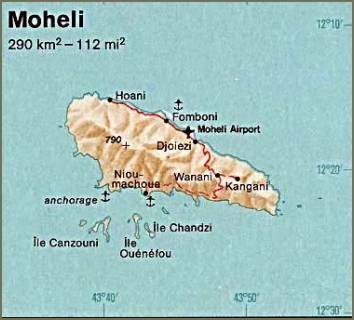
Mohéli

A Comore-szigetek egyik szigetén egy iszlám vallású monarchia létezett Mohéli Királyság vagy Mohéli Szultanátus néven (helyi nyelven Mwali), melynek uralkodói a szultán illetőleg a francia uralom révén a királyi címet viselték. 1830-tól a madagaszkári királyi ház, az Imerina-dinasztia egy oldalága uralkodott a szigetországban. 1886-tól francia protektorátus lett, 1909-ben Szalima Masamba királynőt lemondatták a trónról, de hivatalosan 1912-től kezdődött a teljes gyarmati uralom Mohélin, illetőleg a Comore-szigeteken.

## Mohéli (Mwali) Királyság (Szultanátus)

### Imerina-dinasztia, Fomboni székhellyel, 1830–1909
| Uralkodás kezdete | Vége | Képe | Név                                                     | Megjegyzések |
| ----------------- | ---- | ---- | ------------------------------------------------------- | --- |
| 1500 körül        | 1830 |      |                                                         | Az Anjouani Szultánság (Ndzuwani) része |
| 1830              | 1842 |      | I. Abdul Rahman                                         | A Mohéli Szultánság megalapítása; szultán/király, eredeti neve: Ramanetaka-Rivo (–1842) madagaszkári királyi herceg, Imerina-dinasztia |
| 1842              | 1865 |      | Dzsombe Szudi (1836/37–1878)                            | szultána/királynő, comorei nyelven: Jombe Sudy, eredeti neve: Raketaka, muszlim neve: Fatima bint Abdul Rahman, I. Abdul Rahman lánya, kiskorúsága idején anyja, Ravao (–1847) királyné és annak harmadik férje, Ratszivandini (–1849) uralkodtak régensként. Férje Szaidi Hamada Makadara (Muhammad bin Nasszer Al-Buszaidi) zanzibári herceg, akitől három fia született, házasságon kívüli kapcsolata volt Émile Charles Marie Fleuriot de Langle (1837–1881) francia kereskedővel, akitől további két gyermeke jött a világra. Lemondott a fia javára. Imerina-dinasztia |
| 1865. szeptember  | 1874 |      | Mohamed bin Szaidi Hamadi Makadara (1859–1874)          | szultán/király, Dzsombe Szudi idősebb fia, a régensséget 1868-ig anyja vitte, majd anyjának élettársa, Joseph Lambert (1824–1873) 1871-ig, 1871–1874-ig a régens újra az anyja, Dzsombe Szudi. Imerina-dinasztia |
| 1874              | 1878 |      | Dzsombe Szudi                                           | másodszor |
| 1878              | 1885 |      | II. Abdul Rahman bin Szaidi Hamadi Makadara (1860–1885) | szultán/király, Dzsombe Szudi másodszülött fia, Imerina-dinasztia |
| 1885              | 1886 |      | Mohamed Sehe                                            | szultán/király, Sehe Muhtar-dinasztia |
| 1886              | 1888 |      | Mardzsani bin Abudu Sehe                                | szultán/király, 1886-tól francia protektorátus; Sehe Muhtar-dinasztia |
| 1888              | 1909 |      | Szalima Masamba (1874–1964)                             | szultána/királynő, teljes neve: Szultán Szalima Masamba bint Szaidi Hamadi Makadara, franciásan: Salima Machamba bint Saidi Hamadi Makadara. Dzsombe Szudi és Émile Charles Marie Fleuriot de Langle (1837–1881) lánya, régensek uralkodtak helyette: Fadeli bin Oszman (ur.: 1888–1889), nagynénje, Balia Dzsuma régensnő (ur.: 1888–1889), Abudu Tszivandini (ur.: 1888–1889), bátyja, Mahmudu bin Mohamed Makadara (1863–1898) mohéli királyi herceg (ur.: 1889–1897), emellett francia helytartók, 1889-től Anjouan/Mayotte rezidensei uralkodtak. Férje Camille Paule (–1946) francia csendőr, akitől 3 gyermeke született. Lemondatták, utána francia gyarmati uralom kezdődött. Imerina-dinasztia |